# ESTP
ESTP (ang. Extraverted Sensing Thinking Perceiving – Ekstrawertyk Percepcjonista Myśliciel Obserwator) – jeden z typów osobowości według wskaźnika MBTI oraz innych jungowskich testów osobowości. Osoby o tym typie łączą ekstrawersyjną percepcję z introwersyjnym myśleniem. Przede wszystkim są skoncentrowane na świecie zewnętrznym, gdzie rozpatrują sprawy używając pięciu zmysłów; w dosłowny, konkretny sposób. Ich drugorzędny styl życia jest skierowany do wewnątrz, gdzie zajmują się sprawami racjonalnie i logicznie.
ESTP są otwarci, towarzyscy i entuzjastyczni. Żyją w świecie akcji, „tu i teraz”, są ryzykantami.